# Disney Star
Disney Star – grupa mediowa zajmująca się dystrybucją kanałów telewizyjnych na rynek krajów Indiach, wchodząca w skład korporacji The Walt Disney Company. Główna siedziba firmy znajduje się w Indieu, a biura posiada m.in. w Australii i w innych południowoazjatyckich państwach.

## Aktualny skład grupy
Stacje TV:
- STAR Movies – kanał filmowy skierowany na rynek południowej Azji, Indii i Tajwanu
- STAR World – kanał ogólny
- STAR Plus – kanał ogólny nadający w Indiach
- STAR Utsav – kanał ogólny nadający w Indiach
- STAR One – kanał ogólny nadający w Indiach
- STAR Gold – kanał filmowy nadający w Indiach
- STAR Vijay – kanał ogólny nadający w języku tamilskim
- STAR Ananda – kanał ogólny nadający w języku bengalskim
- STAR Majha – kanał ogólny nadający w języku marathi
- STAR Cricket – kanał sportowy o tematyce krykietu
- Channel V – międzynarodowy kanał muzyczny skierowany na rynek azjatycki
- STAR Sports – kanał sportowy nadający w Indieze
- STAR Sports – międzynarodowy kanał sportowy skierowany na rynek azjatycki
- National Geographic Channel
- Nat Geo Adventure – międzynarodowy kanał popularnonaukowy
- National Geographic Wild – międzynarodowy kanał popularnonaukowy
- National Geographic Channel HD – kanał popularnonaukowy nadający w Singapurze, Hongkongu i Wietnamie
- Baby TV – kanał dziecięcy nadający w Singapurze, Hongkongu i Wietnamie